# Бассано, Джованни
Джованни Бассано (ит. Giovanni Bassano, род. 1558 г. — ум. лето 1617 г. Венеция) — итальянский композитор и корнетист.

## Жизнь и творчество
Джованни Бассано принадлежал к венецианской музыкальной школе. Работал на переломном моменте перехода от эпохи Ренессанса к барокко. Написал сочинение по теории музыки с подробным изложением техники музыкального искусства своего времени, имевшее огромное значение при исполнении старинной музыки в последующие века.
О происхождении и юности музыканта сведений не сохранилось. Возможно, он принадлежал к известной фамилии венецианских музыкантов Бассано. В 1576 году Джованни впервые упоминается как музыкант-инструменталист кафедрального собора св. Марка, в дальнейшем он прославился как один из лучших виртуозов Венеции.
В 1585 году было опубликовано его пособие для инструменталистов Ricercate, passagi et cadentie, наибольшую ценность в котором представляет описание техники орнаментики. Это пособие до сих пор активно используется музыкантами-аутентистами. В том же году он начал преподавать на организованном при соборе св. Марка музыкальном семинаре. В 1601 году он, не отказываясь от обучения студентов, возглавил соборный музыкальный ансамбль, заменив скончавшегося Джироламо далла Каса. Этот пост Бассано занимал вплоть до своей кончины.
На Бассано, как музыканта, оказало большое влияние творчество композитора Джованни Габриели, написавшего известные партии игры на корнете в расчёте именно на исполнение Бассано. Кроме руководства ансамблем собора св. Марка, Бассано также руководил другими венецианскими оркестрами и ансамблями, которые выступали в различных венецианских церквах в дни праздников.
Как композитор, известен мотетами и другой духовной музыкой (концерты Concerti ecclesiastici). Писал также мадригалы, канцонетты и пьесы в различных инструментальных жанрах. Канцонетты Дж. Бассано получили распространение и за пределами Италии. Так в 1597 году в переводе на английский язык они были выпущены в Лондоне Томасом Морли. Некоторые инструментальные произведения Дж. Бассано в совершенстве представляют собой мастерство контрапункта, которое не проявляется в его более церемониальных, гомофонных композициях.